# Ziwania

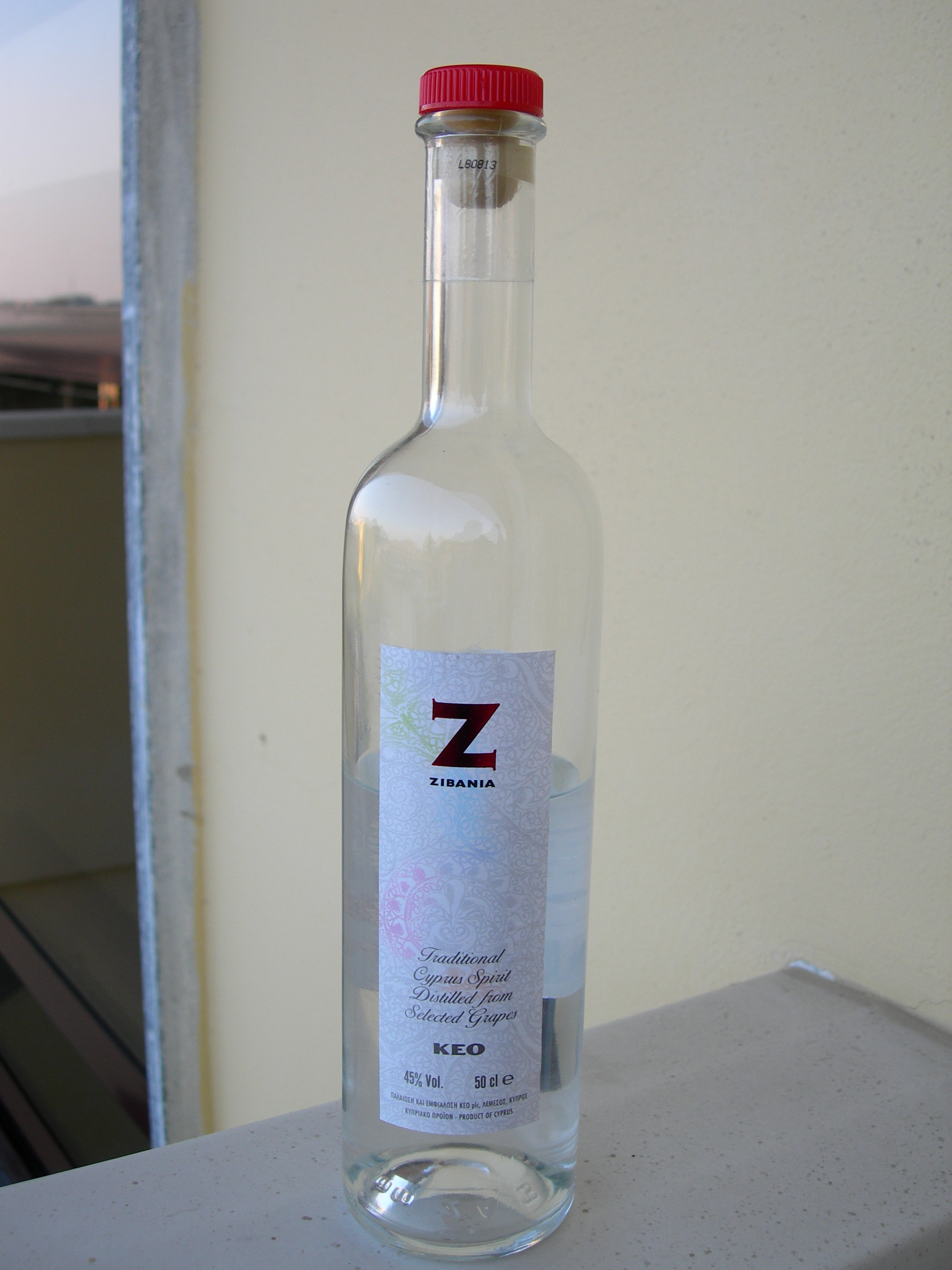

Ziwania, ziwana (gr. ζιβανία, ζιβάνα; tur. zivaniya) – tradycyjny cypryjski napój alkoholowy, destylowany z wytłoków winogronowych oraz  wytrawnych win z lokalnych szczepów Mavro i Xynisteri. Zawartość alkoholu wynosi ok. 45%.